# Clara de Vries

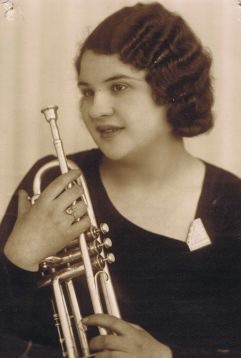
Clara de Vries

Clara de Vries (* 31. Dezember 1915 in Schoonhoven; † 22. Oktober 1942 in Auschwitz) war eine niederländische Jazztrompeterin.

## Leben und Wirken
Clara de Vries, die jüngere Schwester von Louis de Vries und Jack de Vries, erhielt beim Vater Arend de Vries (1882–1942), einem Textilhändler und Amateurtrompeter, und später bei ihrem Bruder Louis Trompetenunterricht. 1931/32 war sie Mitglied bei den Jazz Blues Ladies (Leitung Leo Selinsky), die sehr populär waren (darin spielte auch die Tenorsaxophonistin, Klarinettistin und Pianistin Annie van ’t Zelfde, eine enge Freundin, und Micky Bezemer, Cello und Holzblasinstrumente). Sie spielten in Tanzhallen und Restaurants wie dem Pschorr in Rotterdam und dem Heck’s Lunchroom in Den Haag und Amsterdam. 1934/35 tourte sie mit Alexander Schirmanns Jazz Girls in Deutschland, Spanien und der Schweiz. Das Repertoire bestand überwiegend aus Tanzmusik (Foxtrot, Tango, Walzer), bisweilen spielten sie aber auch hot.
De Vries spielte auch in anderen Bands wie den Wiener Jazz Ladies. 1935 gründete sie eine eigene Band Clara de Vries and her Jazzladies und spielte danach bei den Internationals ihres Bruders Jack de Vries. 1936 heiratete sie in Rotterdam den Trompeter Willy Schobben (1915–2009), trat aber weiter mit verschiedenen Damenorchestern in Rotterdam und Amsterdam auf. Die Ehe blieb kinderlos. 1937 ließ sie die Jazz Ladies wieder aufleben (Gigs im Mephisto in Rotterdam) und begleitete im selben Jahr Coleman Hawkins. 1938 spielte sie im Damenorchester Rosian Ladies (Leitung Ro Hakker, Akkordeon) im Heck in Rotterdam.
Nach der deutschen Besetzung der Niederlande wurde es für De Vries, die aufgrund ihrer Herkunft nach den NS-Rassengesetzen als „jüdisch“ diskriminiert wurde, immer schwieriger, aufzutreten. Anfangs spielte sie mit den Plus Fours, hauptsächlich in der Provinz Groningen. Doch noch im Februar 1941 konzertierte sie außerhalb des jüdischen Viertels von Amsterdam im Café-Cabaret Alcazar (am Thorbeckeplein), bis das durch Schlägereien und Razzien unmöglich wurde. Noch im August 1942 spielte sie im Amstel-Kabarett im jüdischen Viertel. Untertauchen wollte sie nicht – ihre Eltern waren schon verhaftet worden und ihr Bruder noch zu Hause. In einem Abschiedsbrief an ihre Freundin Annie van 't Zelfde vom 1. September 1942 schrieb sie, dass sie ihre Verhaftung und ihren Abtransport ins Sammellager jeden Augenblick erwartete.
De Vries wurde am 15. Oktober 1942 verhaftet und wie ihre Eltern und ihr Bruder ins Durchgangslager Westerbork deportiert. Vier Tage später wurde sie in den Zug nach Auschwitz verbracht und noch am Tag ihrer Ankunft ermordet.

## Bedeutung
Jahrzehnte später äußerte sich Louis Armstrong ebenso wie über das Trompetenspiel ihres Bruders Louis, auch über das von Clara sehr anerkennend (That Louis de Vries, he had a sister Clara with a ladies-band. Oh boy, she could play that horn!).
Sie war eine der Musikerinnen in der niederländischen TV-Dokumentation Sweet and hot Music – Nederlandse damesorkesten uit de jaren ‘30 von Netty van Hoorn (1989).
Es sind keine Plattenaufnahmen bekannt, es gibt aber zum Beispiel Radioaufnahmen (sie bzw. ihre Bands waren häufig im Radiosender VARA zu hören). Eine Straße in Rotterdam ist nach ihr benannt.